# Amon von Toul

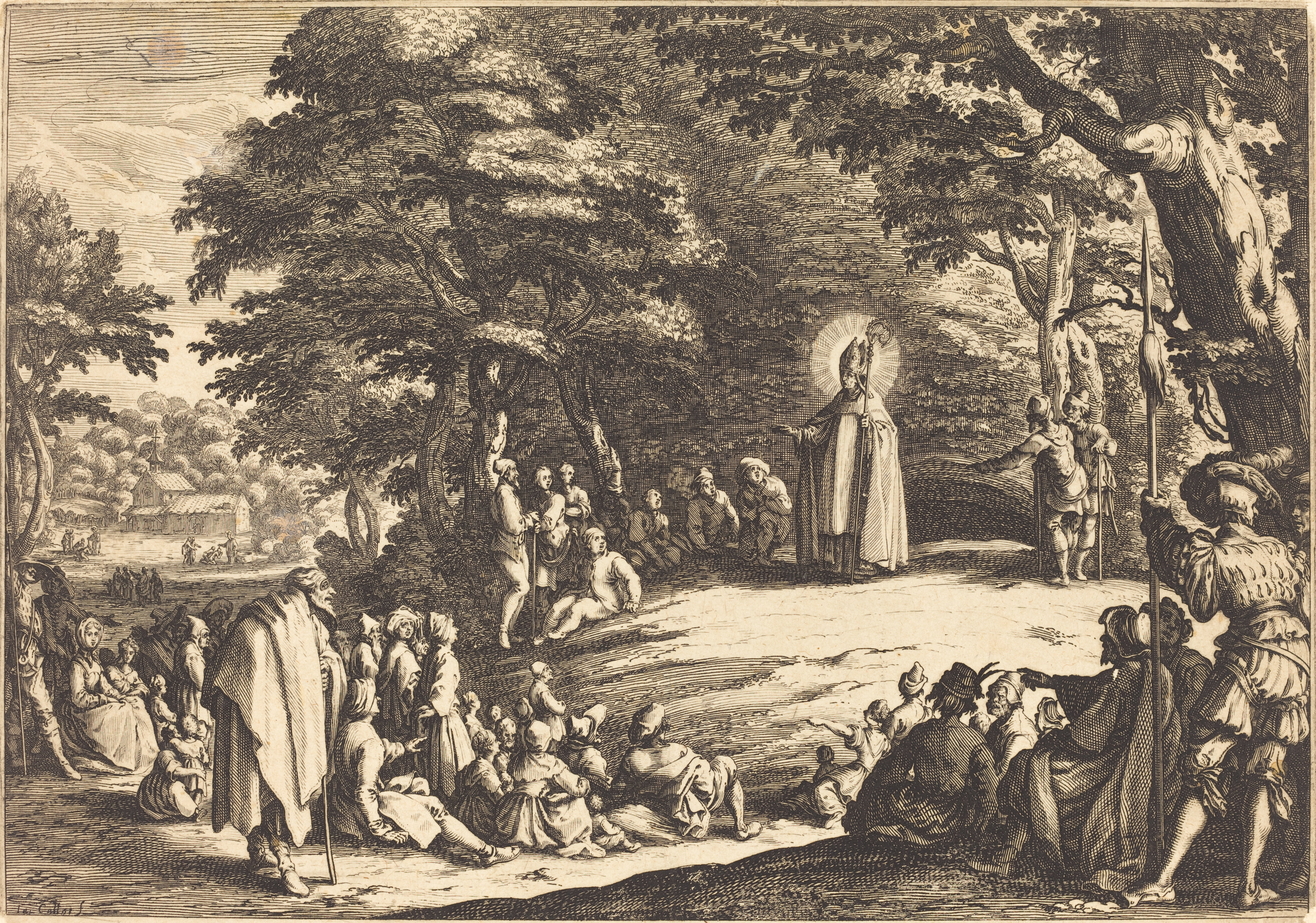
Der heilige Bischof Amon predigt das Evangelium (Stich von Jacques Callot, 1621)

Amon von Toul, auch Amand, Aimo, Amo, Ammon, Amonis, Amond oder Amondus, (* vor 375, †  um 423 oder später) war Einsiedler, später war er der zweite Bischof des Bistums Toul.
Amon wird in der römisch-katholischen Kirche als Heiliger verehrt.

## Leben
Amon war ein Schüler von Mansuetus, dem ersten Bischof von Toul.
Über Amon ist wenig bekannt, es gibt aber eine Reihe von Legenden über ihn.
Eine besagt, dass er um 451 aus Toul vor Attila dem Hunnen nach der Schlacht auf den Katalaunischen Feldern  floh. Ein Felsen, der den Weg versperrte, soll sich geöffnet und geschlossen haben, um ihn vor den Verfolgern zu verstecken. Heute wird dieser Ort, eine kleine Erhebung mit Blick auf das Dorf Goviller, Bois d'Anon (Wald von Anon) genannt.
Amon soll sich oft in eine Einsiedelei in Favières im Département Meurthe-et-Moselle zurückgezogen haben. Die Einsiedelei trug seinen Namen: Saint-Amon. Amon soll hier eine kleine Kapelle geweiht haben, die es aber nicht mehr gibt.
Die Höhle der Einsiedelei ist etwa 25 m tief  und 3 bis 4 m hoch.

## Verehrung
Bis 1955 wurde sein Fest am 23. Oktober gefeiert. Heute wird seiner in Nancy und Toul am 25. Oktober gedacht.
Vor 1955 gab es noch einen Festtag für die heiligen Bischöfe von Toul. Er wurde am 9. November gefeiert.

Gemälde mit Bildnis des  Amon von Toul in der Konkathedrale St-Étienne  des ehemaligen Bistums Toul in Toul
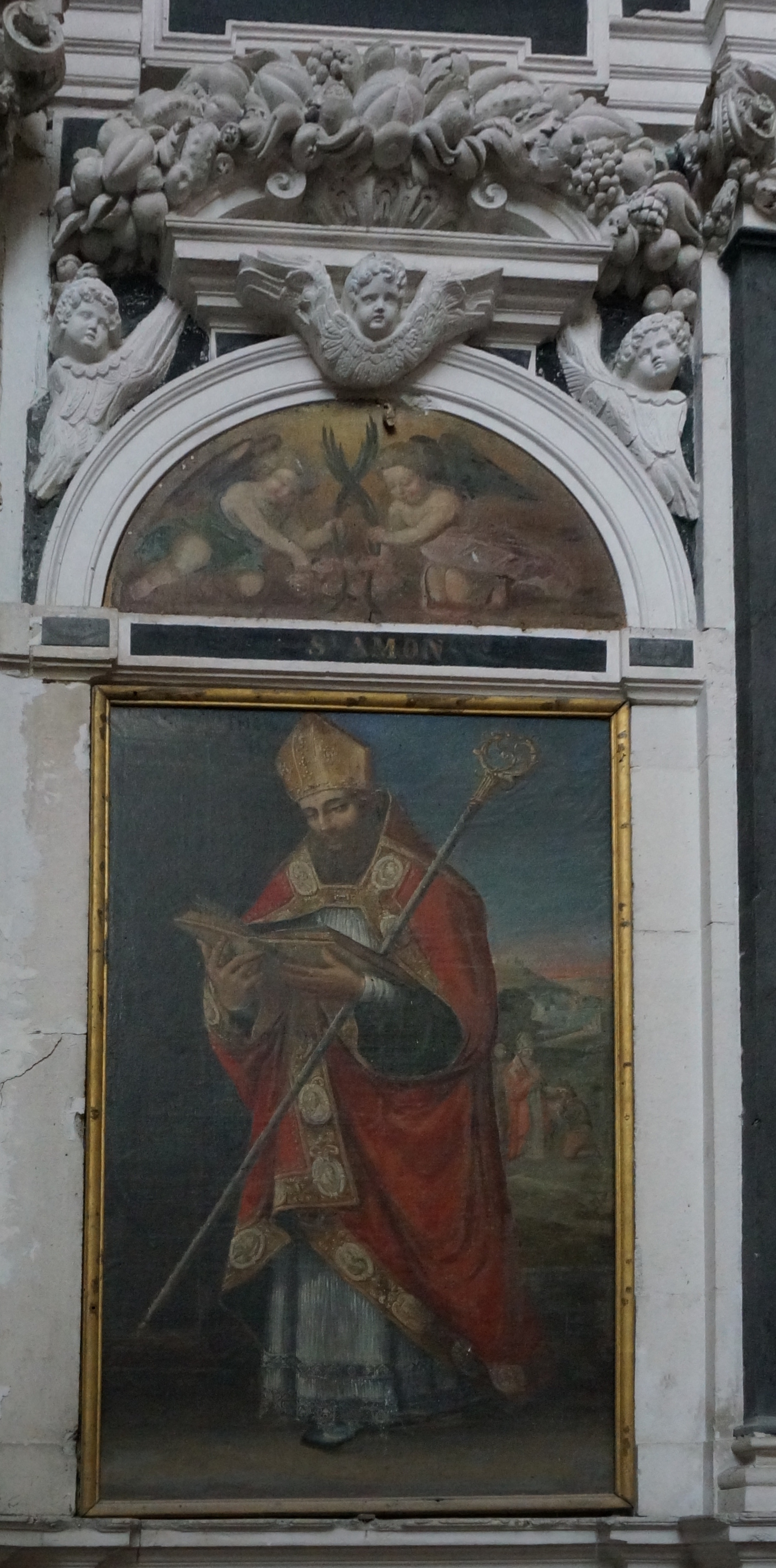
Bildnis des Amon von Toul
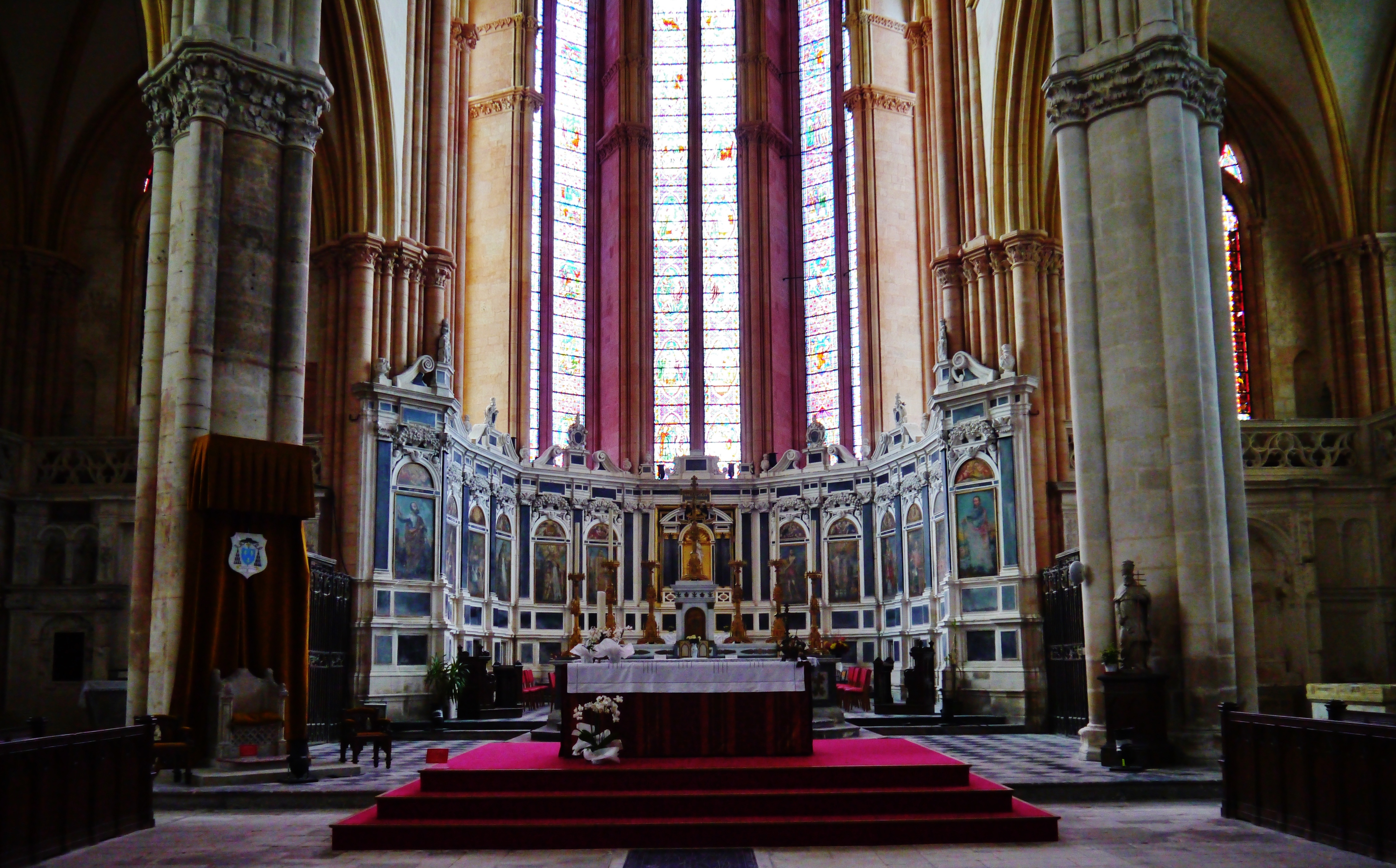
Altar und Apsis